# Profil perdu

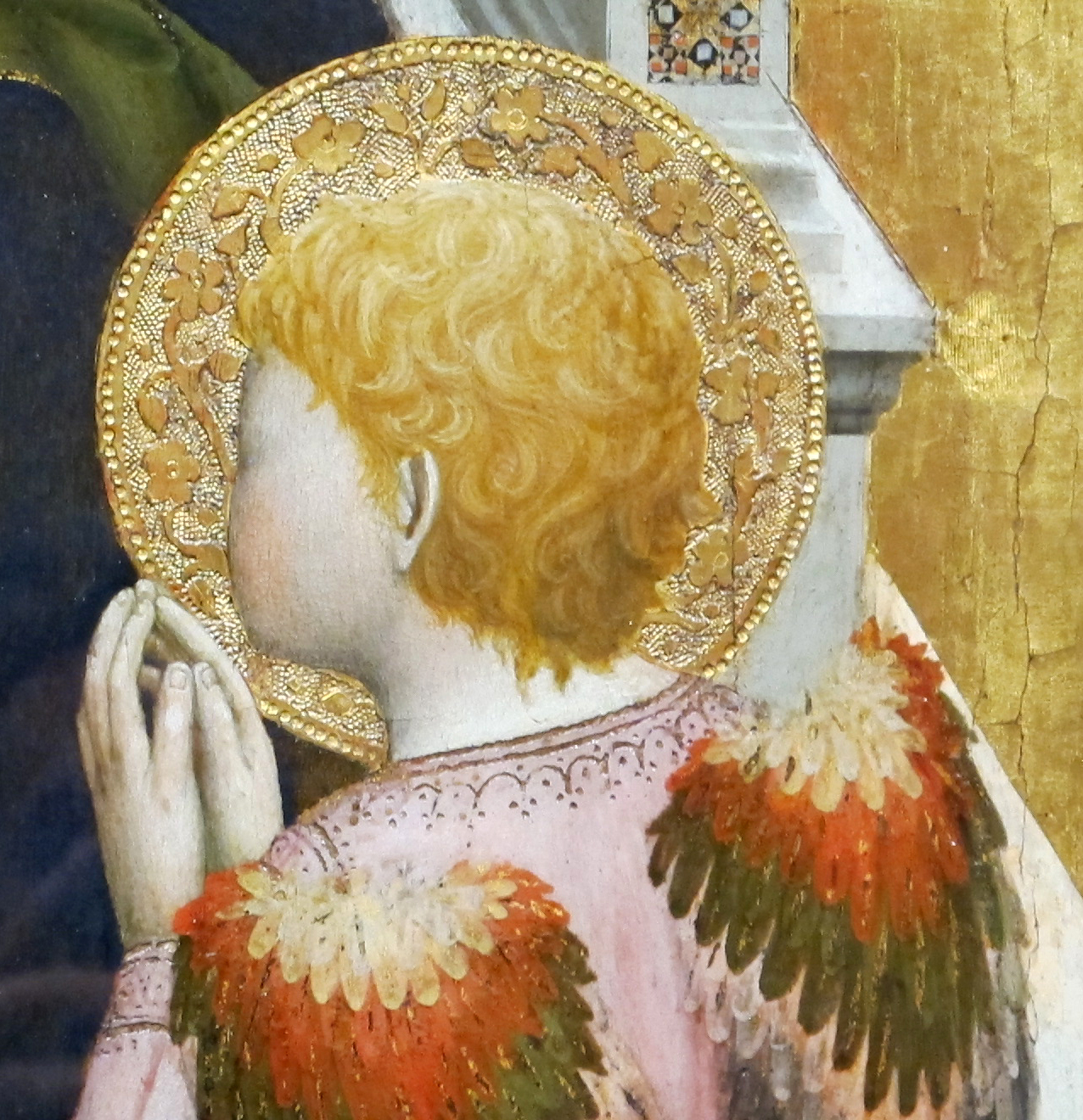
Masaccio, Tríptic de Sant Giovenale, 1422

L'expressió profil perdu o profil fuyant, en pintura o en escultura és la representació d'una persona d'esquena, amb la cara lleugerament girada cap al costat, de manera que tres quartes parts de la part posterior del cap romanen amagades, i el seu perfil és "perdut". Apel·les de Colofó és considerat com un dels primers pintors a haver fet aquest tipus de representació.